# August Palm

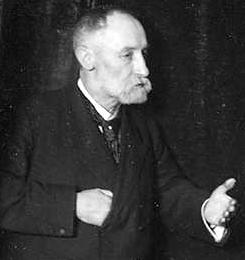
August Palm

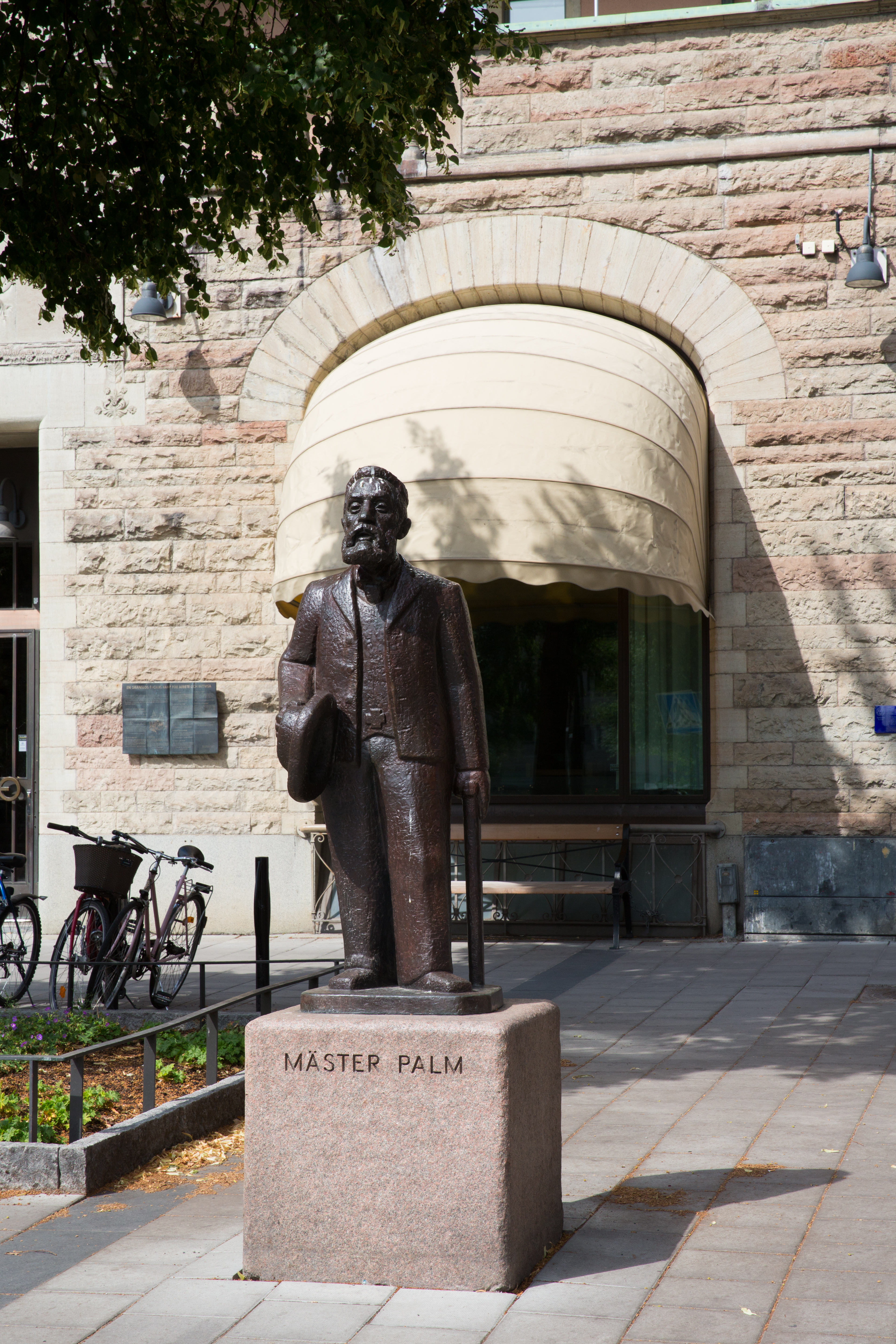
Statue von August Palm in Stockholm

August Theodor Palm (* 5. Februar 1849 in der Församling Sallerup, Malmöhus län; † 14. März 1922 in Stockholm) war einer der ersten schwedischen Sozialdemokraten und Agitator.

## Leben
August Palm war ein gelernter Schneider, der einige Jahre in Deutschland und Dänemark arbeitete. Dort kam er mit dem Sozialismus in Berührung, dem er sich anschloss. Von Deutschland aufgrund sozialistischer Agitation ausgewiesen, zog August Palm nach Dänemark.
Nachdem ein Einbürgerungsantrag in Dänemark abgelehnt worden war, fuhr August Palm im Herbst 1881 nach Schweden und begann in Malmö eine Agitationsreise durch Schweden, auf der er die sozialistischen Ideen verbreitete. 1882 gründete er in Malmö die erste sozialdemokratische Zeitung Folkviljan (Volkswille).
1885 zog Palm nach Stockholm, wo er die Zeitung Socialdemokraten gründete. 1889 war er Gründungsmitglied der Sozialdemokratischen Arbeiterpartei, aber Auseinandersetzungen mit anderen Parteikameraden, u. a. mit Hjalmar Branting, führten nach und nach zu einer immer stärkeren Isolation innerhalb der Partei.

## Werke (Auswahl)
- Några drag ur mitt lif. 1899
- Ögonblicksbilder från en tripp till Amerika. 1901
- Nemesis (Schauspiel). 1903
- Ur en agitators liv. Prisma-Verlag, Stockholm 1970 (Repr. d. Ausg. Stockholm 1904)